# Gerri Santoro
Geraldine " Gerri " Santoro (de soltera, Twerdy; 16 de agosto de 1935 - 8 de junio de 1964) fue una mujer estadounidense que murió a causa de un aborto inseguro en 1964. Una fotografía policial de su cadáver, publicada por la revista Ms., en 1973, se convirtió en un símbolo del movimiento por el derecho al aborto en los Estados Unidos.

## Biografía
Santoro se crio, junto con sus 14 hermanos, en la granja de su familia de origen ucraniano en Coventry, Connecticut.  Quienes la conocieron la describieron como "amante de la diversión" y "de espíritu libre". A los 18 años se casó con Sam Santoro; la pareja tuvo dos hijas.

## Circunstancias de la muerte
En 1963, el abuso doméstico de su esposo violento hizo que Santoro finalmente se fuera, y ella regresó con sus hijas a la casa de su infancia. Aceptó un trabajo en la Escuela Estatal de Capacitación de Mansfield, donde conoció a otro empleado, Clyde Dixon, también casado. Los dos comenzaron una relación extramatrimonial y Santoro quedó embarazada.
Cuando Sam Santoro anunció que venía de California a visitar a sus hijas, Gerri Santoro temió por su vida. El 8 de junio de 1964, con siete meses de embarazo, ella y Dixon se registraron en el Norwich Motel en Norwich, Connecticut, bajo alias. Tenían la intención de realizar un aborto autoinducido, utilizando instrumentos quirúrgicos e información de un libro de texto que Dixon había obtenido de Milton Ray Morgan, un maestro de la escuela de Mansfield. Dixon huyó del motel después de que Santoro comenzara a sangrar. Ella murió y su cuerpo fue encontrado a la mañana siguiente por una criada del establecimiento.
Dixon y Morgan fueron arrestados tres días después. Dixon fue acusado de homicidio involuntario y Morgan fue acusado de conspirar para cometer un aborto ilegal. Dixon fue condenado a un año y un día de prisión.

## Fotografía
La policía tomó una fotografía del cuerpo de Santoro cuando la encontraron: tirada en el suelo, desnuda, arrodillada, con una toalla ensangrentada entre las piernas. La imagen se usó en pancartas y se publicó en la famosa revista Ms., en abril de 1973, todo sin identificar a Santoro. Desde entonces, la foto se ha convertido en un símbolo del derecho al aborto, que se utiliza para ilustrar que el acceso al aborto legal y realizado por profesionales reduce las muertes por aborto inseguro.
Leona Gordon, hermana de Santoro, vio la foto en la revista Ms. y reconoció al sujeto. A las hijas de Santoro les habían dicho que su madre había muerto en un accidente automovilístico, lo que creían hasta que la foto se distribuyó ampliamente. Sobre la publicación de la foto, la hija de Santoro, Joannie Santoro-Griffin, fue citada en 1995 diciendo: "¿Cómo se atreven a hacer alarde de esto? ¿Cómo se atreven a tomar a mi hermosa mamá y poner esto frente al ojo público?". Más tarde, Joannie se convirtió en activista por el derecho al aborto, asistiendo a la Marcha por la Vida de las Mujeres en 2004 con su hija adolescente Tara y la hermana de Gerri Santoro, Leona, y blogueando en memoria de su madre.
En 1995, Jane Gillooly, una cineasta independiente de Boston, Massachusetts, entrevistó a Gordon, las hijas de Santoro y otras personas para un documental sobre la vida de Santoro, Leona's Sister Gerri. La película se transmitió inicialmente en la serie POV de PBS el 1 de junio de 1995. Más tarde se proyectó en festivales de cine y se estrenó en los Estados Unidos el 2 de noviembre de 1995. En el documental, Leona expresó que inicialmente se sorprendió por la publicación de la fotografía, pero que "con el paso de los años... [ella] pensó que era bueno que se imprimiera".